# Illyricella
Illyricella is een geslacht van uitgestorven weekdieren uit de klasse van de Gastropoda (slakken).

## Soort
- Illyricella dzepiensis Neubauer, Mandic & Harzhauser, 2016 †